# Jack Ferreira
Jack Ferreira (* 9. Juni 1944 in Providence, Rhode Island) ist ein US-amerikanischer Eishockeyfunktionär und ehemaliger General Manager des NHL-Franchise der Minnesota North Stars, San Jose Sharks und Mighty Ducks of Anaheim. Zuletzt arbeitete er als Direktor der Scouting-Abteilung der Atlanta Thrashers. Von 1963 bis 1966 war Ferreira Torwart an der Boston University.

## Karriere
Während seiner dreijährigen Zeit am College von 1963 bis 1966 hütete Ferreira das Tor der Boston University, entschied sich aber frühzeitig gegen ein Fortsetzen einer aktiven Karriere und nahm 1969 für ein Jahr einen Job als Assistenztrainer an der Princeton University an. Danach war er für ein Jahr Assistenztrainer an der Brown University.
Von 1972 bis 1977 arbeitete Ferreira bei den New England Whalers in der World Hockey Association (WHA), unter anderem als Chef-Scout, Assistenztrainer und Assistenz-General Manager. Nach seiner Zeit bei den Whalers scoutete er für drei Jahre in Diensten der National Hockey League für den Central Scouting Service (CSS). Von 1980 bis 1986 war er Scout der Calgary Flames und von 1986 bis 1988 Direktor der Scouting-Abteilung der New York Rangers. Im Jahr 1988 nahm der US-Amerikaner dann ein Angebot der Minnesota North Stars als General Manager und Vizepräsident an. Es folgte der Wechsel zum neuen NHL-Franchise der San Jose Sharks im Jahr 1990, wo er ebenfalls Vizepräsident und General Manager war. Aufgrund einer miserablen Saison entließen ihn die Sharks am Ende der Saison 1991/92, worauf er als Scout zu den Montreal Canadiens ging. Dort gewann er als Mitglied des Teams 1993 den Stanley Cup, ehe er zu Beginn der Saison 1993/94 für sieben Jahre zu den
Mighty Ducks of Anaheim wechselte. Die ersten fünf Jahre war Ferreira General Manager und somit für die Auswahl von Paul Kariya im NHL Entry Draft 1993 sowie für die Verpflichtung Teemu Selännes verantwortlich. Ab 1998 war er für die restlichen zwei Jahre seines Engagements in Anaheim Vizepräsident. Danach ging Ferreira zu den Atlanta Thrashers und arbeitete dort in der Scouting-Abteilung des Franchise und war bis Ende der Saison 2006/07 Assistent des General Managers Don Waddell.